# Голя (гміна Шліхтингова)
Голя (пол. Gola, нім. Guhlau) — село в Польщі, у гміні Шліхтингова Всховського повіту Любуського воєводства.
Населення — 442 особи (2011).
У 1975-1998 роках село належало до Лешненського воєводства.

## Демографія
Демографічна структура станом на 31 березня 2011 року:
|          | Загалом | Допрацездатний вік | Працездатний вік | Постпрацездатний вік |
| -------- | ------- | ------------------ | ---------------- | -------------------- |
| Чоловіки | 223     | 59                 | 145              | 19                   |
| Жінки    | 219     | 64                 | 128              | 27                   |
| Разом    | 442     | 123                | 273              | 46                   |